# T-38
T-38 – lekki czołg pływający konstrukcji radzieckiej, z okresu przed II wojną światową.
W połowie 1934 roku rozpoczęto prace zmierzające do skonstruowania następcy lekkiego czołgu pływającego T-37A. Powstał czołg oznaczony jako T-43, konstrukcji zakładów w Moskwie i Leningradzie. Powstały też inne konstrukcje prototypowe. Prace te zakończyły się fiaskiem. Postanowiono więc zmodernizować czołg T-37A. Czołg T-38 posiadał, w porównaniu z T-37A, poszerzony kadłub, ulepszone podwozie i mechanizm skrętu, zmienioną amortyzację, szersze gąsienice, lepszy napęd w wodzie. Nowy czołg został wprowadzony do produkcji i uzbrojenia w 1936 roku. W 1939 roku w uzbrojeniu Armii Czerwonej znajdowały się 1382 takie wozy.

## Wersje czołgu i pojazdy pochodne
- T-38 z radiostacją dla dowódców pododdziałów pancernych.
- T-38M i T-38M1: prototypowe czołgi z planetarnymi mechanizmami skrętu.
- T-38M2: udoskonalony model czołgu z silnikiem o większej mocy i zmienioną skrzynią przekładniową. Osiągał większą prędkość jazdy.
- T-20 Komsomolec: gąsienicowy ciągnik artyleryjski. Produkowany w dużej liczbie.
- SU-45: prototyp działa samobieżnego z armatą przeciwpancerną kal. 45 mm wz. 1932.

## Służba
Czołgi T-38 zastępowały w uzbrojeniu pancernych jednostek rozpoznawczych dotychczas używane czołgi T-37A. W chwili wybuchu II wojny światowej proces ten nie został zakończony. Zostały one również przyjęte do uzbrojenia batalionów czołgów we właśnie formowanych korpusach powietrznodesantowych. Nie ma jednak wzmianek na temat przewożenia T-38 samolotami, ani też desantowania ich, choć testowano możliwość zrzucania ich na wodę z samolotów. W roku 1941 oddziały w nie uzbrojone poniosły ciężkie straty. Później m.in. 7  czołgów wspierało próbę sforsowania Newy i utworzenia przyczółka pod Leningradem 26 września 1942 (4 zatonęły, 3 zniszczono na brzegu); maszyny tego typu przerzucane już promem walczyły także w kolejnych dniach na przyczółku. Wiadomo, że batalion czołgów T-38 brał udział w forsowaniu rzeki Swir na Froncie Karelskim (1944). Zdobycznych czołgów T-38 używano w Finlandii (19 egz.), Rumunii (3 egz.) oraz w jednostkach Wehrmachtu.